# Antonio de Castro y Casaléiz

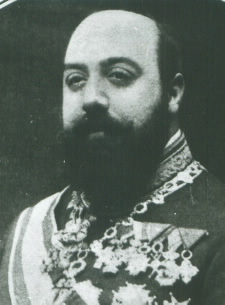
Antonio de Castro y Casaléiz (1906)

Antonio de Castro y Casaléiz (* 30. März 1856 in Havanna; † 3. Oktober 1918 in Wien) war spanischer Diplomat und Geschäftsmann.

## Leben
1876 wurde er Attaché an der spanischen Botschaft beim Heiligen Stuhl.
1894 gehörte er der spanischen Delegation zu den Beisetzungsfeierlichkeiten von Zar Alexander III. in der Peter-und-Paul-Festung an.
1897 war er an der Gesandtschaft in Caracas attachiert und betrieb die Ausweisung des kanarischen Nationalisten Secundino Delgado aus Venezuela.
1898 war er Konsul in Kairo.
Er war Mitglied der Partido Liberal-Conservador.
Bei den Wahlen 1901, 1905, 1907 und 1910 zum Congreso de los Diputados errang er im Wahlbezirk Albocácer ein Mandat.
Im Juli 1903 errang er im Wahlbezirk Guadalajara ein Mandat und war von 1903 bis 1904 zum Senator für die Provinz Castellón ernannt. 
Von 1903 bis 1905 vertrat er Faustino Rodríguez-San Pedro als Außenminister in dessen Abwesenheit.
Von 1905 bis Januar 1914 vertrat er die politische Linie von Antonio Maura Montaner im Congreso de los Diputados.
1905 ernannte ihn König Alfons XIII. zu seinem Botschafter bei Viktor Emanuel III. und 1909 zu seinem Botschafter bei Franz Joseph I.
1910 war er Bevollmächtigter der The Great Central Railway of Spain Limited welche die Konzession für eine Eisenbahnlinie von Madrid nach Fuente el Saz de Jarama erhalten hatte.
Am 12. März 1914 wurde er in Wien (Österreich-Ungarn) akkreditiert, wo er 1916 zum Botschafter befördert wurde und 1918 an der Spanischen Grippe erkrankte. ABC meldete am 8. Juli 1918 von seiner Genesung und das Matrikelbuch 11, Folio 216, der Pfarre der Augustinerkirche in Wien, von seinem Hinscheiden am 3. Oktober 1918
Während des Ersten Weltkrieges war Spanien Schutzmacht für Belgien und das Russische Kaiserreich in Österreich-Ungarn.

## Werk
Guía práctica del Diplomático Español, Establecimiento tipográfico de El Correo, Madrid, 1886